# Wolframita
Wolframita és com es coneix als minerals sense determinar que pertanyen a l'anomenat grup de la wolframita, generalment amb una composició química entre la hübnerita (MnWO₄) i la ferberita (FeWO₄), totes dues membres del grup. Rep el nom de l'antic alt alemany wolf i hraban (escuma de llop), en al·lusió a la substància cremosa que es forma durant la metal·lúrgia del wolframi.
Aquest grup, que forma part del supergrup de la columbita, està format per vuit espècies: dmitryvarlamovita, ferberita, heftetjernita, huanzalaïta, hübnerita, nioboheftetjernita, rossovskyita i sanmartinita. Totes les espècies que formen aquest grup cristal·litzen en el sistema monoclínic excepte la dmitryvarlamovita que ho fa en l'ortoròmbic.
| Espècie            | Fórmula            |
| ------------------ | ------------------ |
| Dmitryvarlamovita  | Ti₂(Fe³⁺Nb)O₈      |
| Ferberita          | FeWO₄              |
| Heftetjernita      | ScTaO₄             |
| Huanzalaïta        | MgWO₄              |
| Hübnerita          | MnWO₄              |
| Nioboheftetjernita | ScNbO₄             |
| Rossovskyita       | (Fe³⁺,Ta)(Nb,Ti)O₄ |
| Sanmartinita       | Zn(WO₄)            |

També s'inclou en aquest grup la krasnoselskita, una substància d'origen antropogènic, motiu pel qual no pot ser acceptada com a espècie vàlida per l'Associació Mineralògica Internacional.

## Formació i jaciments
Es troben sovint juntament amb quars, en pegmatites granítiques i com a dipòsit hidrotermal. Quantitats apreciables es troben en Saxònia (Alemanya), Espanya (prop de La Corunya), Líbia, Namíbia, Brasil, Colòmbia, Estats Units, República Popular de la Xina (amb un 75% de les reserves mundials) i Corea del Sud. A vegades és acompanyada de cassiterita, blenda, topazi o galena.
Als territoris de parla catalana ha estat descrita a la hübnerita a la mina Serrana (El Molar, Priorat), i la ferberita a la Coma Fosca, a la Roca de Ponent i a Sant Miquel, tots tres indrets dins del terme municipal de Vimbodí (Conca de Barberà, Tarragona).